# Belchertown
Belchertown är en kommun (town) i Hampshire County i Massachusetts. Orten har fått sitt namn efter Jonathan Belcher som var guvernör i Massachusetts Bay-provinsen. Vid 2010 års folkräkning hade Belchertown 14 649 invånare.

## Kända personer från Belchertown
- Addison G. Foster, politiker och affärsman
- Josiah Gilbert Holland, författare